# Chebba
Chebba ou La Chebba (arabe : الشابة) est une ville côtière du Sahel tunisien située à une soixantaine de kilomètres au nord de Sfax et une trentaine de kilomètres au sud de Mahdia.
Rattachée au gouvernorat de Mahdia, elle constitue une municipalité d'une superficie de 12 156 hectares, dont 10 950 hectares cultivables. Elle est peuplée de 22 227 habitants en 2014.

## Géographie
La ville est située à hauteur du cap Ras Kaboudia qui est le point le plus oriental du Sahel tunisien. Elle a la particularité de s'étendre telle une presqu'île, la mer l'entourant de trois côtés.
Le rivage municipal compte 29 kilomètres de côtes (dont quelques îlots) et une grande forêt de mimosas, de pins et d'acacias située au nord de la ville ; cette forêt, la Douira, est un site classé en aire protégée par le ministère de l'Environnement.

## Histoire
Chebba connaît une multitude d'invasions durant son histoire : Phéniciens, Romains, Vandales, Byzantins puis Arabes. À l'époque romaine, elle est connue sous le nom de Caput Vada (« point de départ ») en raison de sa situation géostratégique. La cité est alors spécialisée dans le commerce de l'huile d'olive. Les quelque 3 600 pieds d'oliviers séculaires voire millénaires qui y existent encore appartenaient majoritairement à des propriétaires privés (225 000 pieds y poussent de nos jours). Les ruines de leurs demeures se trouvent au milieu des champs d'oliviers. D'autres ruines abondent aux environs de la ville dont des voûtes de citernes publiques et de nombreuses citernes particulières.

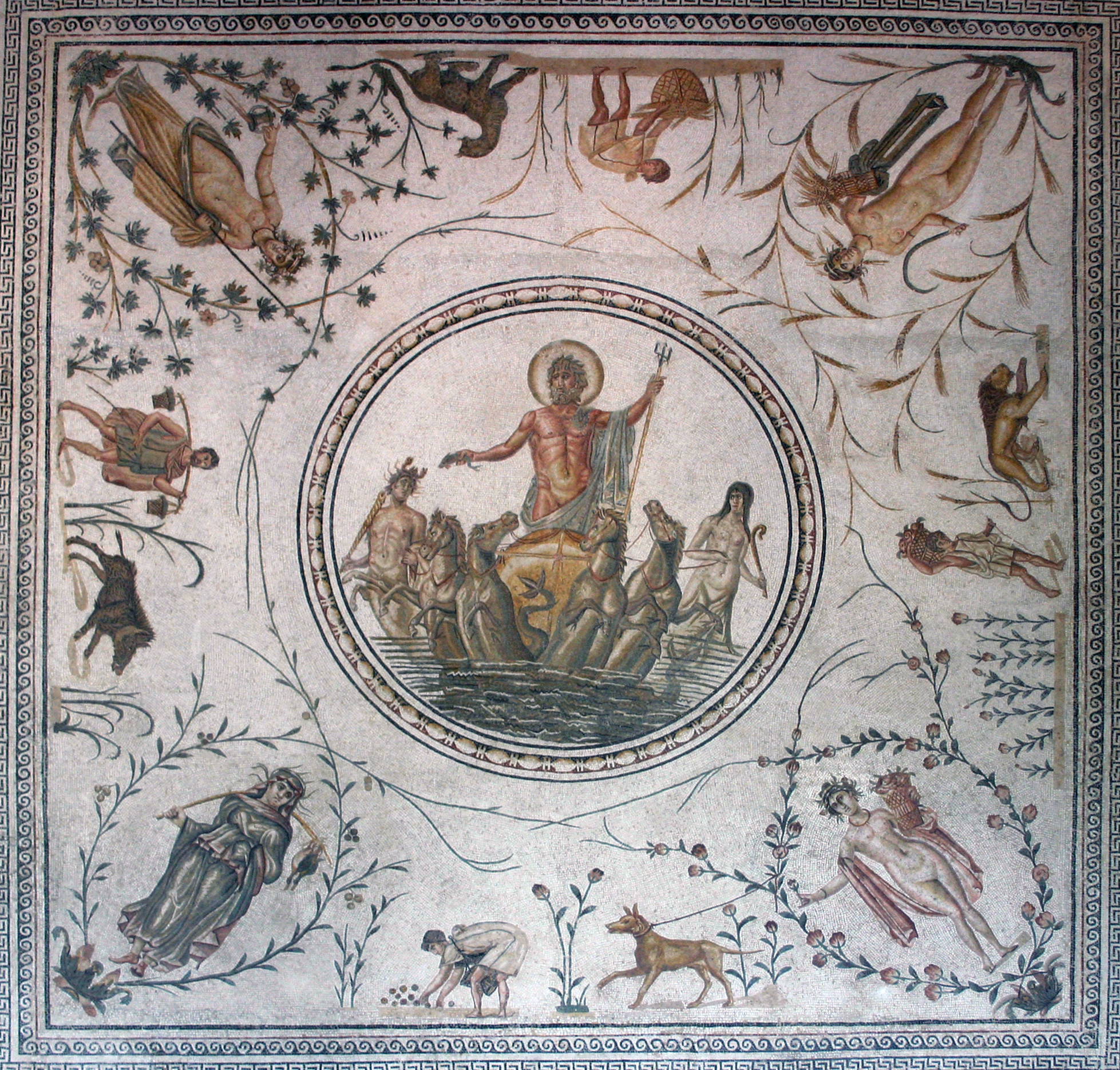
Triomphe de Neptune.

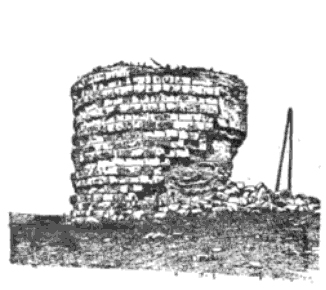
Tour en ruines de Borj Khadija vers 1905.

Le Triomphe de Neptune, une grande mosaïque du milieu du IIe siècle mesurant 2,9 mètres sur 1,9, y est découverte en 1902 avant d'être transférée au musée national du Bardo à Tunis : il s'agit d'un pavement d'atrium au centre duquel figure, dans un médaillon, Neptune la tête nimbée et sortant de la mer sur un quadrige traîné par quatre hippocampes. Aux angles figurent, sous des berceaux de feuillages variés, quatre figures féminines symbolisant les saisons et associées à des quadrupèdes et des serviteurs qui accomplissent des travaux agricoles, comme la récolte des olives et des céréales. Neptune est aussi la divinité fécondatrice de la nature dans le tableau.
Une seconde mosaïque représentant une scène de pêche y est également conservée. À la suite de l'invasion des Vandales, peuple originaire de la région de l'Oder, la ville est complètement détruite puis reconstruite par les Byzantins en 533 sous le nom de Justinianopolis (polis signifiant cité) sous le commandement du général Bélisaire, faisant honneur à l'empereur byzantin Justinien et à sa reconquête des terres de l'Empire romain, la ville étant la première que les Byzantins prennent aux Vandales qui se sont installés en Afrique du Nord, repoussés par les Wisigoths en Espagne.
Borj Khadija (« tour de Khadija »), ensemble de deux tours carrées, est le principal vestige intact de cette occupation byzantine ; la deuxième tour est totalement en ruines. La tour est nommée d'après une poétesse du XIIe siècle, Khadija dite Er-Roussafiya (c'est-à-dire « native de Ruspéa », l'ancien nom latin de Chebba), fille d'Ahmed ben Kalthoum El-Maafiri, éprise du poète d'origine andalouse Abou Marouane auprès de qui elle étudie à Kairouan et qui meurt assassiné par les frères de Khadija lorsque leur idylle, platonique ou non, est découverte.
La ville abrite également une importante nécropole dont les vestiges sont régulièrement mis au jour par les habitants à l'occasion du creusement des fondations de leurs maisons. Le problème en découlant est celui de la disparition de ces vestiges sous le béton et leur non valorisation.
En 1989 est retrouvé le trésor de Chebba non loin de Borj Khadija : daté des VIe siècle-VIIe siècle, c'est un témoignage des dernières révoltes maures.

## Politique
À partir de 1957, date à laquelle la ville de Chebba accède au statut de municipalité, une direction liée au parti au pouvoir gère les affaires municipales.
Lors des élections municipales du 10 juin 1990, Chebba est la seule municipalité de Tunisie où la liste du parti au pouvoir n'est pas victorieuse. Tahar Hmida, inspecteur général d'histoire à la retraite à la tête de la liste indépendante qui remporte le scrutin, devient alors maire. Cette liste, officiellement « liste démocratique progressiste », obtient 53 % des suffrages exprimés et treize sièges au sein du Conseil municipal contre 47 % des suffrages et trois sièges pour le Rassemblement constitutionnel démocratique (RCD).
Les membres de cette liste — des membres de partis de l'opposition ou d'associations locales comme l'Association de promotion de l'étudiant chebbien ou encore des personnes n'ayant aucune activité politique ou associative — se présentent comme des « démocrates progressistes faisant partie intégrante des forces patriotiques qui militent en faveur de l'intérêt général et pour instaurer l'état de droit ».
Par la suite, le RCD remporte les élections municipales malgré la présence d'« un opposant ou deux » au sein du Conseil municipal selon les mandats. Certains avancent que la réussite d'une liste indépendante n'a plus eu lieu en raison de « différends internes inhérents à la composition de la liste », ce qui fait que certains membres de la liste indépendante de 1990 se sont présentés aux élections suivantes sur les listes du RCD.
À l'issue des élections municipales du 9 mai 2010, Imed Jerbi est élu président de la municipalité ; il était à la tête de la liste du RCD.

## Économie

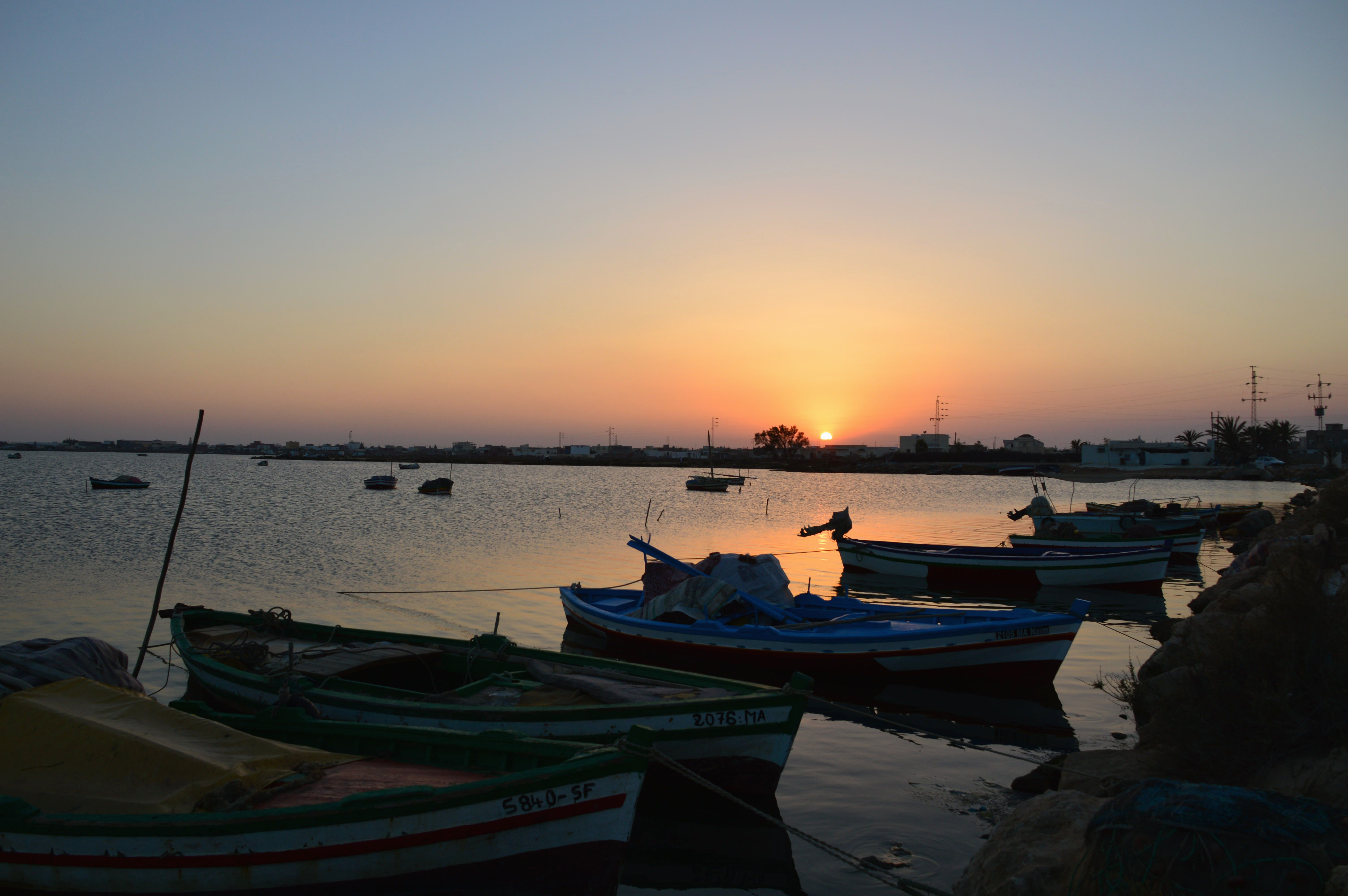
Port de pêche à Chebba.

Elle possède un important port de pêche bénéficiant d'une situation maritime exceptionnelle car sa zone de pêche se situe à l'intersection de la zone de pêche du poisson bleu (au nord vers Mahdia) et celle du poisson blanc (au sud vers Sfax). Avec 725 unités de pêche, sa flotte participe à 40 % de la production totale du gouvernorat et emploie plus de 3 500 personnes. C'est également un ancien bourg agricole dont une grande partie de la population exploite l'olivier depuis l'Antiquité.
Par ailleurs, c'est un centre de services important qui compte sept écoles primaires, deux collèges, deux lycées secondaires, trois terrains de sport, un centre national de stages sportifs, une maison de la culture, un hôpital et cinq centres de santé. Toutes les maisons ont de nos jours le courant électrique, ce qui n'était pas le cas dans les années 1980, notamment dans la campagne environnante.
Grâce à sa position en front de mer et à ses plages de sable fin, Chebba est une destination du tourisme intérieur, notamment pour les habitants de la région de Sfax. Par ailleurs, un grand projet touristique prévu depuis une quinzaine d'années demeure constamment rejeté par la population qui souhaite préserver sa tranquillité et son fragile écosystème. Pour l'année 2011, Chebba s'est vu décerner, une nouvelle fois, le label « pavillon bleu », pour sa gestion de l'environnement et le contrôle-qualité de ses eaux.